# 香港最高法院

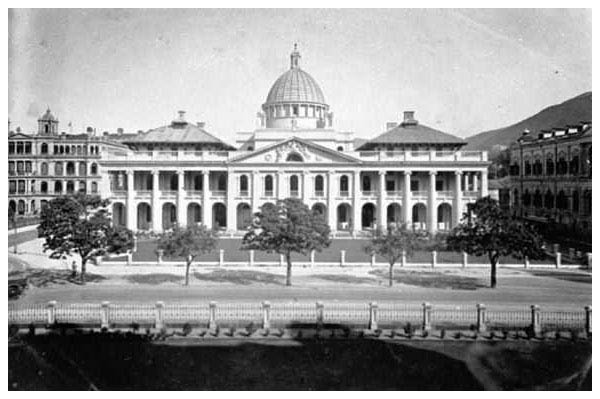
1915年撮影の旧最高法院庁舎

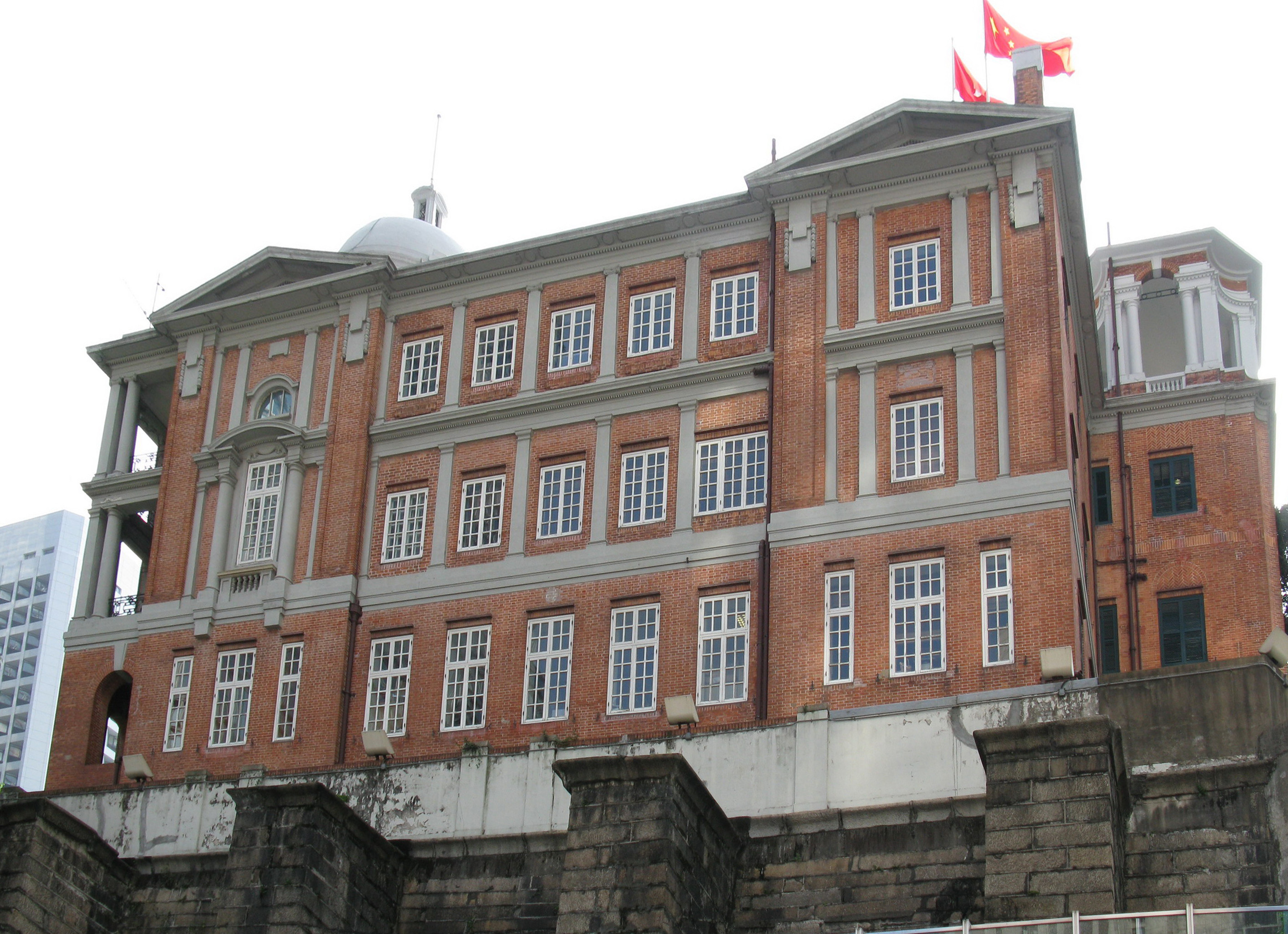
フランス政府香港代表部が以前庁舎として使用していた建物。1980年から1983年まで最高法院が使用し、その後1997年から2015年まで最終控訴裁判所として使用された。

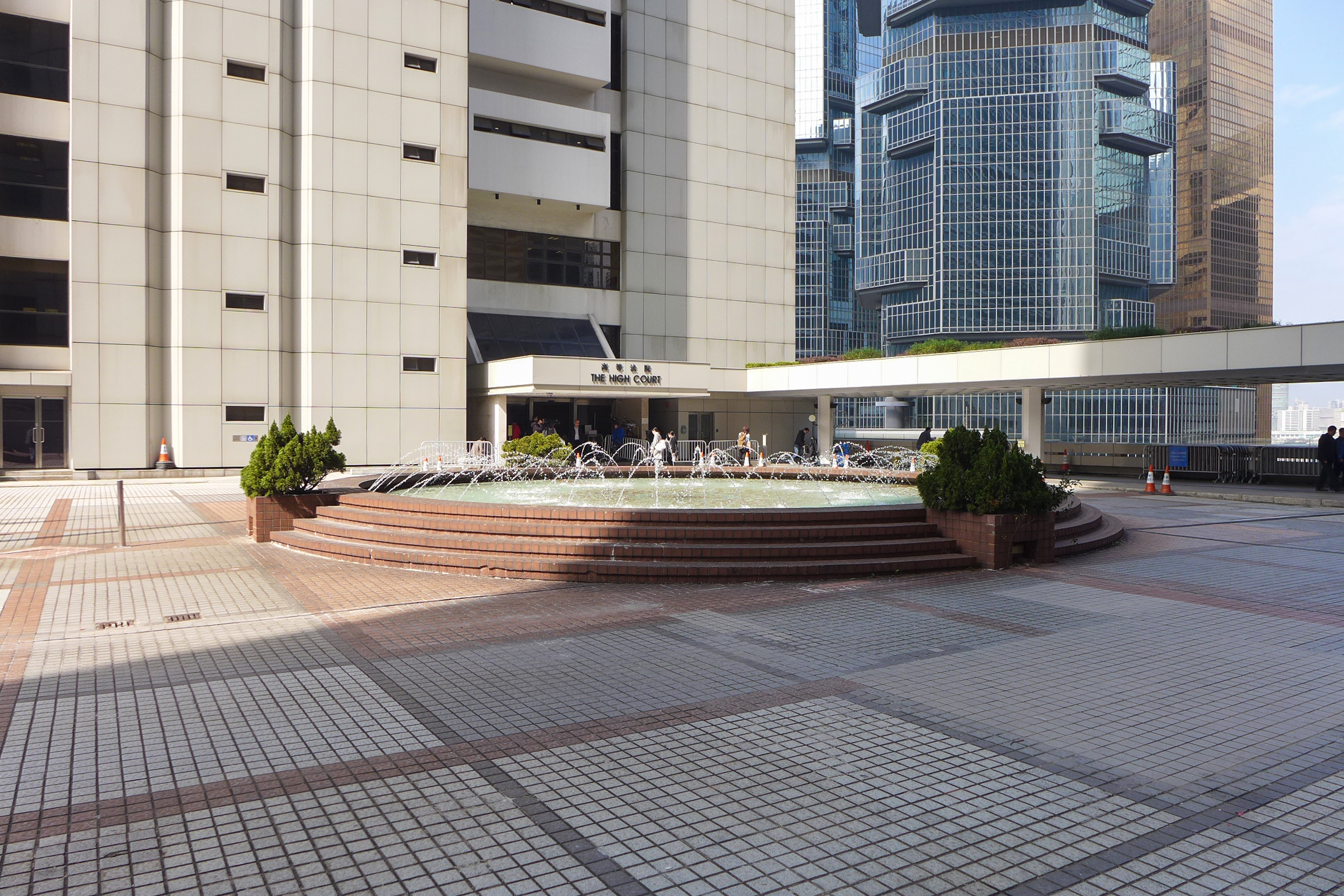
金鐘にある高等法院の入り口

最高法院(Supreme Court)は、イギリス統治下の香港の司法における最高機関であり、イギリスから中華人民共和国への香港の主権を移譲する1997年まで存在した。
第一審および地方法院(District Courts)および裁判法院(Magistrates' Courts)などの下級裁判所からの上訴を担当した。
香港最高法院は1976年に司法高等裁判所と上訴裁判所が統合されて出来たものである。
1997年7月1日の香港移譲後から、香港最高法院は原訴法廷と上訴法廷から成る香港特別行政区高等法院となった。